# Heteroibalonius
Heteroibalonius is een geslacht van hooiwagens uit de familie Podoctidae.
De wetenschappelijke naam Heteroibalonius is voor het eerst geldig gepubliceerd door C.J.Goodnight & M.L.Goodnight in 1947. 

## Soorten
Heteroibalonius is monotypisch en omvat slechts de volgende soort:
- Heteroibalonius malkini